# Tshawe Baqwa
Tshawe Baqwa (n. 6 ianuarie 1980, Germania) este un membru al formației norvegiene Madcon, împreună cu Yosef Wolde-Mariam. Madcon a scos până în prezent 6 albume.

## Biografie
Tshawe Baqwa , un rapper și prezentator TV, s-a născut din părinți sud-africani în Germania, apoi s-a mutat cu familia în Norvegia pe când avea 6 luni. La 14 ani s-au mutat din nou în Africa de Sud, dar a revenit pentru o carieră muzicală.

## Discografie
Hituri:
- Don't Worry
- Freaky Like Me
- Glow (Eurovision Song Contest 2010)
- Beggin'

### Don't Worry
Don't Worry este un single publicat pe 20 februarie 2015. În single apare și Ray Dalton, compozitor de muzică urbană și artist.

### Freaky Like Me
Freaky Like Me este o piesă publicată pe 20 septembrie 2010 în combinație cu Ameerah. Melodia a ajuns Numarul 1 în Norvegia.